# モーニングエコー940
『モーニングエコー940』は、秋田放送ラジオで平日の午前に放送されていた朝のワイド番組。

## 概要
1972年10月スタート。秋田放送ラジオに初めて導入されたばかりのラジオカー(FMカー)エコー940をフル活用しスタジオと中継先から放送する内容だった。
最初、放送時間は月曜日から金曜日までの午前9:40 - 午前11:00。1976年10月からは午前9:00 - 午前11:00に枠を拡大し、同時にタイトルが『リビングワイド モーニングエコー940』となった。
末期には中村峰子、藤井茂子のパーソナリティのままで『ラジオプラザ午前9時』と改題してリニューアル。1981年3月終了。後継の平日朝ワイド番組は『ABSサンサンモーニング』。
なお、タイトルは当時の秋田本局の周波数「940kc→kHz」にちなむもので、最初の放送開始時間もこれになぞらえて9:40に設定していた。

## パーソナリティ
- 中村峰子（当時:ABSアナウンサー）
- 藤井茂子（1976年10月、『リビングワイド - 』の時から加わり、中村と共にパーソナリティを務める[1]）
- エコーレディーキャスター

## 番組内容
- エコーレポート[3]。
- 街角レポート
- エコーホームジャーナル[4]
- 秋田歳時記[5]
- エコー横文字単語帳[3]
- エコー交換会だより(種苗交換会開催期間中のみ)
- わがありし日の頃[5]
- リクエストコーナー[3]
- 台所情報[4]
- ことばの花束[4]
- 旅へのおさそい[6]
- ミュージック・ウイズ・ユウ[1]
- おしゃべりドライブ[1]
- 専門店会ミュージックパンフレット[1]
- おしゃれ情報[1]
- ロータス・スピーキングロット[1]
- 奥さまレポート[1]
- 今日の話題[1]
- 朝の発言[1]

「ラジオプラザ午前9時」時代
- 北の奥さん南の奥さん[2]
- ミュージックトリップ[2]
- 味の歳時記[2]
- 親子バンザイ[2]
- 永六輔の誰かとどこかで（内包番組　TBSラジオ制作）[2]
- 立川澄人のミュージックダイアリー（内包番組　NRN系列）[2]